# Liste der Ehrenbürger der Montanuniversität Leoben
Die Liste der Ehrenbürger der Montanuniversität Leoben listet alle Personen auf, die von der Montanuniversität Leoben die Würde eines akademischen Ehrenbürgers verliehen bekommen haben, chronologisch sortiert nach dem Jahr der Verleihung.

## Ehrenbürger
- Edmund Berndt
- Karl Poech
- Otto Lange (Verleger)
- Friedrich Letnig
- Carl Neweklowsky
- Gottfried Heindler
- Franz Narbeshuber
- Hans Schlacher
- Otto Reichert
- Josef Freudenthaler
- Wilhelm Kadletz
- Helmut P. Weitzer
- Hans Brandstetter
- Josef Frehser
- Viktor Gerzabek
- Alfred Hellweger
- Josef Kabelac
- Walter Landrichter
- Rolf Weinberger
- Wolfgang Wick
- Raimund Gehart
- Georg Haensel
- Franz Trojan
- Hermann Pannocha
- Leopold Posch
- Ludwig Weber
- Wilhelm Schwabl
- Wilhelm Denk
- Max Linsmaier
- Albert Pfaller
- Adalbert Herrman
- Hans Laizner
- Jürgen Rink
- Clemens Wasle
- 1956: Anton Kolmayr
- 1972: Hugo Lenhard-Backhaus
- 1978: Georg Schwarz
- 1984: Eduard Figwer
- 1989: Hermann Prinz
- 1990: Reinhold Benedek, Günter Greil, Franz Josel
- 1993: Walter Kadl
- 1996: Ferenc Kovacs
- 1997: Franz Weinberger
- 2000: Hans Jörg Dichtl, Josef Hieblinger
- 2001: Matthias Konrad
- 2002: Peter Piffl-Percevic
- 2003: Horst Wiesinger
- 2005: Leopold Schöggl
- 2008: Richard Schenz
- 2010: Kristina Edlinger-Ploder, Karin Schaupp, Hans J. Kaluza
- 2013: Eva-Maria Kern, Günther Kolb
- 2014: Friedl Theisbacher (Juni 2014), Klaus Sapetschnig (Dezember 2014)
- 2016: Kurt Wallner (Oktober 2016), Walter Kreutzwiesner (Dezember 2016)
- 2018: Leopold Gartler, Peter Schwab, Gertrude Tumpel-Gugerell (alle Juni 2018)
- 2023: Hannes Hundegger, Petra Spreitzhofer (beide Juni 2023)